# Мюррей, Джеймс (адмирал)
Джеймс Мюррей (в Польше — Якуб Мура или Мора, около 1570 — после 1649) — шотландский эмигрант, кораблестроитель, контр-адмирал в битве при Оливе на службе у короля Сигизмунда III Вазы.

## Биография
Вероятно, он приехал в Польшу в конце XVI век а с волной шотландских эмигрантов. С 1601 год а он состоял в окружении Сигизмунда III Вазы. Из королевской бухгалтерии известно, что с 1609 год а он работал в судостроении. В 1621 год у король поручил ему построить и оснастить первый корабль своего флота. В 1622 год у был спущен на воду первый военный корабль Сигизмунда III — двухмачтовый пинас «Жёлтый лев». В июле 1623  он обсуждал с королем строительство ещё 10 кораблей .
К 1627 год у королевский флот вырос до 10 кораблей, построенных, купленных или захваченных к тому времени. В этот период Мюррей был командиром пехотной роты, и был назначен командиром одного из двух крупнейших галеонов во флоте — «Царь Давид».
28 ноября 1628 год а он стал контр-адмиралом польского флота и в этом качестве, как командир галеона «Царь Давид», принял участие в победоносной битве против шведского флота на гданьском рейде, известной как Битва при Оливе. После битвы, вероятно, в результате обвинений некоторых командиров флота в том, что они не преследовали убегающие шведские корабли, был снят с должности капитана корабля.
Его дальнейшая судьба неизвестна. Считается, что он поселился в Познани, где Якобус Мора числится в списке граждан с 1649 года.
Капитан Мора — герой серии морских романов Ежи Богдана Рыхлиньского. Он также является одним из героев книги «Галеоны войны» Яцека Комуды.